# بانش فورون
بانش فورون (بالهندية: पञ्च फोरों)، هو مزيج كامل من التوابل، من الجزء الشرقي من شبه القارة الهندية ويستخدم بشكل خاص في مطبخ شرق الهند وشمال شرق الهند، وخاصة في مطبخ بوجور وميثيلا وأوديشا والبنغال ونيبال.

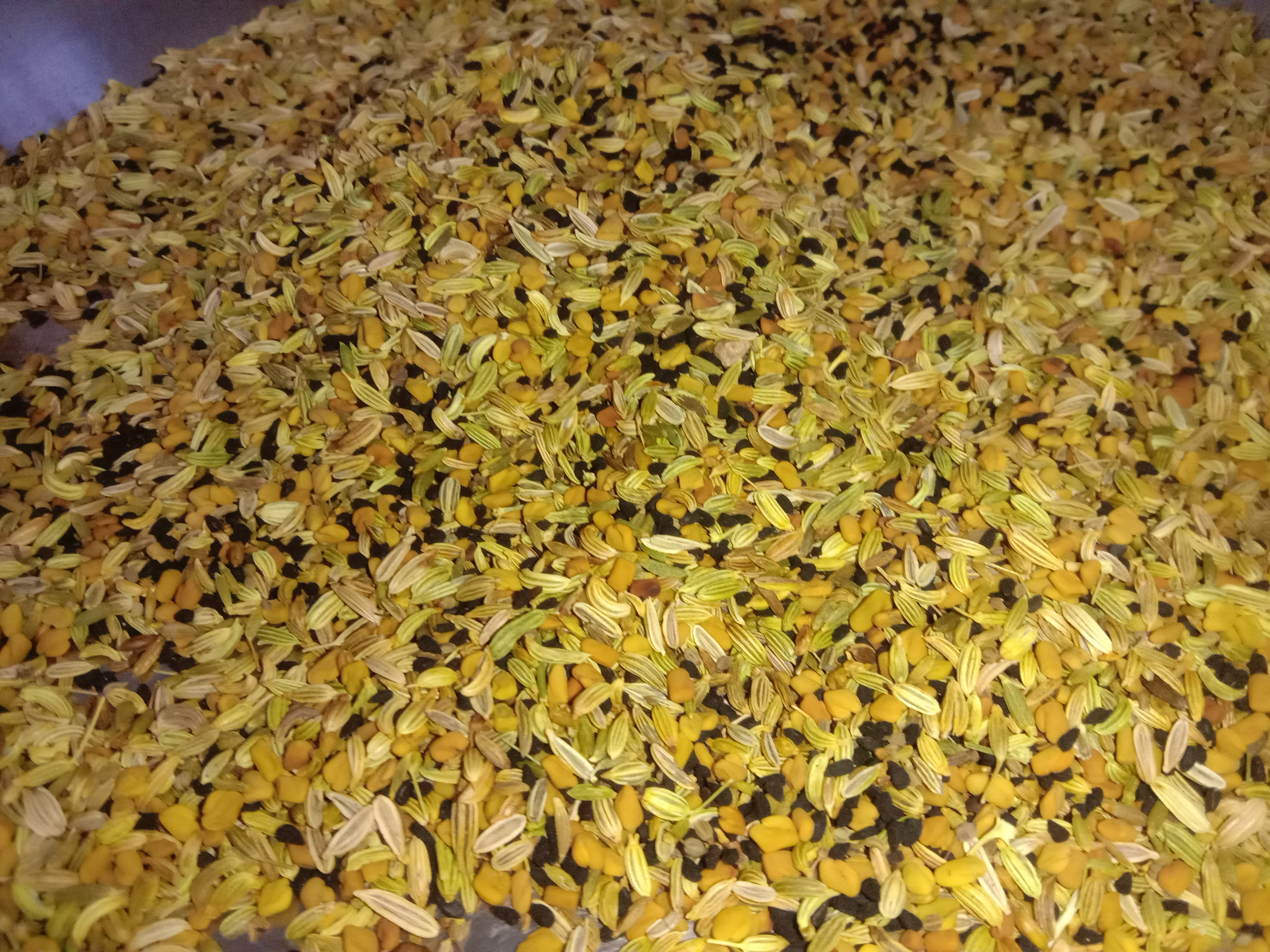
صورة أخرى لبانش فورون

## عن التوابل
المعنى الحرفي لهذا الإسم هو "خمسة بهارات أو البهارات الخمسة". وتتكون جميع مكونات هذه البهارات من البذور.
عادةً ما يحتوي على بذور الحلبة وبذور حبة البركة وبذور الكمون وبذور الخردل وبذور الشمر (شمرة شائعة) بكميات متساوية. لكن، يُفضل بعض الطهاة استخدام نسبة أقل من بذور الحلبة، بسبب المرارة في مذاقها.